# 阪東佳代
阪東 佳代 （ばんどう かよ、1982年 - ）は、日本の洋画家。
夫は舞踏家の田中誠司
。

## 略歴
1982年 和歌山県出身。生島浩に師事。
2010年 第86回白日会初入選。
2012年 オンワードギャラリー賞受賞
2013年 初個展『Another Silhouette-舛の影(せんのかげ)-』(アートフェア東京/春風洞画廊)。
2014年 白日会創立九十周年記念展、富田賞・準会員奨励賞受賞。
2015年 個展『郷にこがね翅　あけの華(さとにこがねば　あけのはな)』(アートフェア東京/春風洞画廊)、同年 第91回白日会 文部科学大臣賞受賞。
2018年  アトリエ東月堂 開設。
2019年 個展『マザー、サン』GALLERY NAO。
2020年 個展『あんたの麗人』(長江洞画廊)
2023年4月 個展『つばきひめ』(日本橋三越本店 美術特選画廊), 12月 個展『永劫の破片』〜デビューから現在まで〜(狭山池博物館)
2024年3月 あべのハルカス十周年記念 阪東佳代 個展 『つばきひめ』（あべのハルカス近鉄本店 美術画廊)
現在、白日会会員

## 人物
デビュー以来、日本的なモチーフから、人間の魂の奥深くにある業のようなものを描き続けている。
鬼束ちひろ、江頭2:50、稲川淳二の大ファンであることを公言している。